# Rovido
Rovido (Rovid in dialetto milanese, AFI: [ruˈiːt]) è una frazione del comune di Buccinasco posta a ridosso della Tangenziale Ovest. Fu comune autonomo fino al 1841.

## Storia
Negli “Statuti delle acque e delle strade del contado di Milano fatti nel 1346 ” Rovido risulta incluso nella pieve di Cesano Boscone e viene elencato tra le località cui spetta la manutenzione della “strata dal Naviglio” come “el locho da Rovido” (Compartizione delle fagie 1346).
Nei registri dell’estimo del ducato di Milano del 1558 e nei successivi aggiornamenti del XVII secolo il comune risulta ancora compreso nella medesima pieve (Estimo di Carlo V, Ducato di Milano, cart. 12).
Nel 1805 il Comune di Rovido contava 82 abitanti. Nel 1809 il governo decise di annetterlo a Romano Banco, ma nel 1811 aggregò il tutto a Corsico. Gli austriaci restaurarono il comune nel 1815, ma lo cancellarono definitivamente nel 1841 unendolo a Buccinasco.